# Вольски, Альберт
Альберт Вольски (англ. Albert Wolsky; род. 24 ноября 1930) — американский художник по костюмам, лауреат премии «Оскар».

## Биография
Альберт Вольски родился 24 ноября 1930 года в Париже, Франция. Во время Второй мировой войны он и остальные члены его семьи бежали в США, чтобы избежать немецкой оккупации. После окончания Сити-колледжа в Нью-Йорке, он служил в армии в 1953—1956 годах, проведя большую часть времени в Японии. Сразу же после возвращения в США Альберт начал работать в туристическом агентстве своего отца. Тем не менее, он решил сменить карьеру и устроился ассистентом у заметного дизайнера костюмов Хелены Понс. Вольски стал художником по костюмам, работающим как на Бродвее, так и в киноиндустрии.
Вольски работал над дизайном костюмов для многих фильмов, включая «Поворотный момент», «Бриолин» и «Манхэттен». Он работал с Бобом Фоссом, ведущим режиссёром Бродвея, для его фильма «Весь этот джаз» и выиграл свой первый «Оскар». Свой второй «Оскар» он получил в 1992 году за фильм «Багси». Также он был номинирован на «Оскар» ещё пять раз.
Он начал свою карьеру в качестве художника по костюмам для театра, помогая художнице по костюмам Энн Рот в «Случай клеветы» (1963), позже он помогал Рот в работе над спектаклем «Нечётная пара» (1965). Он также помогал Патрисии Зиппродт в мюзикле «Скрипач на крыше» (1964) и Тиони Олдриджу в «Дорогой Илья» (1967). Его первая работа в качестве ведущего костюмера был «Поколение» (1965). Он продолжал работать в качестве главного художника по костюмам для пьес и мюзиклов, в том числе для «Солнечные мальчики» (1972) и «Хитрый лис» (1976).
Его долгосрочным партнёром был актёр Джеймс Митчелл (до его смерти).
Вольски в настоящее время является членом совета управляющих Академии кинематографических искусств и наук.
В 2010 году Вольски пожертвовал свои эскизы дизайна костюмов Библиотеке Маргарет Херрик Академии кинематографических искусств и наук.

## Фильмография
| Фильмы | Фильмы                                  | Фильмы                        | Фильмы                                                                                               |
| Год    | На русском языке                        | На языке оригинала            | Награды и номинации                                                                                  |
| ------ | --------------------------------------- | ----------------------------- | --- |
| 1968   | Шляпа, полная дождя                     | A Hatful of Rain              | |
| 1968   | Сердце — одинокий охотник               | The Heart Is a Lonely Hunter  | |
| 1969   | Попи                                    | Popi                          | |
| 1970   | Любить                                  | Loving                        | |
| 1970   | Где Поппа?                              | Where’s Poppa?                | |
| 1970   | Влюблённые и другие незнакомцы          | Lovers and Other Strangers    | |
| 1971   | Маленькие убийства                      | Little Murders                | |
| 1971   | Рождённый побеждать                     | Born to Win                   | |
| 1972   | Леди Свобода                            | Lady Liberty                  | |
| 1972   | Испытание Катонсвилля Девятого          |                               | |
| 1972   | Последний из красных горячих влюблённых | Last of the Red Hot Lovers    | |
| 1972   | Песочница                               | Up the Sandbox                | |
| 1974   | Гарри и Тонто                           | Harry and Tonto               | |
| 1974   | Игрок                                   | The Gambler                   | |
| 1974   | Ленни                                   | Lenny                         | |
| 1976   | Следующая остановка — Гринвич-Виллидж   | Next Stop, Greenwich Village  | |
| 1976   | Зал славы Hallmark                      | Hallmark Hall of Fame         | |
| 1977   | Воры                                    |                               | |
| 1977   | Поворотный пункт                        | The Turning Point             | |
| 1978   | Пальцы                                  | Fingers                       | |
| 1978   | Незамужняя женщина                      | An Unmarried Woman            | |
| 1978   | Бриолин                                 | Grease                        | |
| 1978   | Момент за моментом                      | Moment by Moment              | |
| 1979   | Манхэттен                               | Manhattan                     | |
| 1979   | Метеор                                  | Meteor                        | |
| 1980   | Весь этот джаз                          | All That Jazz                 | Премия «Оскар» за лучший дизайн костюмов Номинация на премию BAFTA за лучший дизайн костюмов         |
| 1980   | Вилли и Фил                             | Willie & Phil                 | |
| 1980   | Певец джаза                             | The Jazz Singer               | |
| 1981   | Отцовство                               | Paternity                     | |
| 1982   | Буря                                    | Tempest                       | |
| 1982   | В ночной тиши                           | Still of the Night            | |
| 1982   | Выбор Софи                              | Sophie’s Choice               | Номинация на премию «Оскар» за лучший дизайн костюмов                                                |
| 1983   | Звезда-80                               | Star 80                       | |
| 1983   | Быть или не быть                        | To Be or Not to Be            | |
| 1984   | Москва на Гудзоне                       | Moscow on the Hudson          | |
| 1985   | Агенты Сокол и Снеговик                 | The Falcon and the Snowman    | |
| 1985   | Путешествие Нэтти Ганн                  | The Journey of Natty Gann     | Номинация на премию «Оскар» за лучший дизайн костюмов                                                |
| 1986   | Без гроша в Беверли Хиллз               | Down and Out in Beverly Hills | |
| 1986   | Орлы юриспруденции                      | Legal Eagles                  | |
| 1986   | Преступления сердца                     | Crimes of the Heart           | |
| 1987   | Надин                                   | Nadine                        | |
| 1988   | Луна над Парадором                      | Moon over Parador             | |
| 1989   | Шансы есть                              | Chances Are                   | |
| 1989   | Плюшка                                  | Cookie                        | |
| 1989   | Дьяволица                               | She-Devil                     | |
| 1989   | Враги. История любви                    | Enemies, a Love Story         | |
| 1990   | Смешная любовь                          | Funny About Love              | |
| 1991   | Сцены в магазине                        | Scenes from a Mall            | |
| 1991   | Багси                                   | Bugsy                         | Премия «Оскар» за лучший дизайн костюмов                                                             |
| 1992   | Игрушки (фильм)                         | Toys                          | Номинация на премию «Оскар» за лучший дизайн костюмов Номинация на премию «Сатурн» за лучшие костюмы |
| 1993   | Рассол                                  | The Pickle                    | |
| 1993   | Смертельный инстинкт                    | Fatal Instinct                | |
| 1993   | Дело о пеликанах                        | The Pelican Brief             | |
| 1994   | Джуниор                                 | Junior                        | |
| 1995   | Луговая арфа                            | The Grass Harp                | |
| 1996   | Близко к сердцу                         | Up Close & Personal           | |
| 1996   | Стриптиз                                | Striptease                    | |
| 1997   | Красный угол                            | Red Corner                    | |
| 1997   | Шакал                                   | The Jackal                    | |
| 1998   | Вам письмо                              | You’ve Got Mail               | |
| 1999   | Сбежавшая невеста                       | Runaway Bride                 | |
| 1999   | В поисках Галактики                     | Galaxy Quest                  | Номинация на премию «Сатурн» за лучшие костюмы                                                       |
| 2000   | Счастливые номера                       | Lucky Numbers                 | |
| 2002   | Проклятый путь                          | Road to Perdition             | |
| 2002   | Госпожа горничная                       | Maid in Manhattan             | |
| 2004   | Манчжурский кандидат                    | The Manchurian Candidate      | |
| 2005   | Морпехи                                 | Jarhead                       | |
| 2006   | Спроси у пыли                           | Ask the Dust                  | |
| 2007   | Через Вселенную                         | Across the Universe           | Номинация на премию «Оскар» за лучший дизайн костюмов                                                |
| 2007   | Война Чарли Уилсона                     | Charlie Wilson’s War          | |
| 2008   | Дорога перемен                          | Revolutionary Road            | Номинация на премию «Оскар» за лучший дизайн костюмов                                                |
| 2009   | Ничего личного                          | Duplicity                     | |
| 2011   | Ларри Краун                             | Larry Crowne                  | |
| 2014   | Бёрдмэн                                 | Birdman                       | |
| 2016   | Вне правил                              | Rules Don’t Apply             | |
| 2019   | К звёздам                               | Ad Astra                      | |
| 2021   | Женщина в окне                          | The Woman in the Window       | |

## Награды и номинации

### Номинации
- «Оскар»
  - 1983 — Лучший дизайн костюмов за фильм «Выбор Софи»
  - 1986 — Лучший дизайн костюмов за фильм «Путешествие Нэтти Ганн»
  - 1993 — Лучший дизайн костюмов за фильм «Игрушки»
  - 2008 — Лучший дизайн костюмов за фильм «Через Вселенную»
  - 2009 — Лучший дизайн костюмов за фильм «Дорога перемен»
- «Драма Деск»
  - 1976 — Выдающийся дизайн костюмов за «Они знали, что хотели»
  - 1976 — Выдающийся дизайн костюмов за «Память двух понедельников» / «27 вагонов полных хлопка»
  - 1977 — Выдающийся дизайн костюмов за «Хитрый лис»
- BAFTA
  - 1981 — Лучший дизайн костюмов за фильм «Весь этот джаз»
- «Сатурн»
  - 1993 — Лучшие костюмы за фильм «Игрушки»
  - 2000 — Лучшие костюмы за фильм «В поисках Галактики»
- «Тони»
  - 2013 — лучший дизайн костюмов в пьесе «Наследница»

### Награды
- «Оскар»
  - 1980 — Лучший дизайн костюмов за фильм «Весь этот джаз»
  - 1992 — Лучший дизайн костюмов за фильм «Багси»